# 三浦弥平
三浦 弥平（みうら やへい、1891年4月2日 - 1971年4月）は、日本の陸上選手（長距離走）。現在の福島県伊達市出身。1920年アントワープ・1924年パリオリンピックのマラソン競技に出場。早稲田大学卒業後、ドイツに留学して体育学を修め、帰国後は郷里のスポーツ振興に尽力した。

## 略歴
福島県伊達郡白根村字木ノ田（現在の伊達市梁川町白根字木ノ田）に生まれる。生家は蚕種製造を行う大きな農家であった。
白根村立白根尋常小学校から梁川町立梁川尋常高等小学校（現在の伊達市立梁川小学校）に進む。幼いころから病弱であり、高等小学校2年時にはリウマチによって1年半の休学を余儀なくされている。1907年、白石中学校（現在の宮城県白石高等学校）に進学後も病気のため留年を経験した。この中学校在学中に、ランニングにより体を鍛えるようになり、5年生の時の秋の運動会では1000m走で優勝を果たした。これが、陸上競技の道に進む契機という。1913年、白石中学校を卒業。	
1915年、24歳で早稲田大学政治経済学科に入学。創部間もない競走部に所属した。1919年には、第1回関東学生大会25マイル走で優勝（2時間52分24秒）、次いで第7回日本陸上競技選手権大会25マイル走でも優勝（2時間39分40秒）。
1919年、明治大学の沢田英一と出口林次郎が「体育思想の普及」のために札幌・東京間の長距離走破を行った際、三浦は福島から沢田に伴走し、東京まで走った。沢田たちの挑戦は東京箱根間往復大学駅伝競走（箱根駅伝）創設の契機の1つになっているが、翌1920年2月に開催された第1回箱根駅伝には三浦も出場し、第5区（山登り）を走った。河野一郎の自伝によれば、早稲田大学に入学した河野に競走部に入ってマラソンをしないかと勧誘したのは三浦と生田喜代次であったという。
1920年アントワープオリンピックのマラソン日本代表の一人に選ばれ、2時間59分37秒（24位）の成績を残している。なお、三浦は福島県出身者・早稲田大学出身者としてそれぞれ初のオリンピック選手である。三浦は日本へ帰国する選手団と別れ、そのままドイツへと留学。ベルリン大学で経済学、ドイツ体育大学で体育学を学んだ。その傍ら、地元スポーツクラブ（シャーロッテンブルグスポーツクラブ）に参加して活動し、ドイツの国内大会で好成績を収めた。ドイツ留学中の1924年パリオリンピックでも10000m、マラソンで日本代表選手に選ばれた。しかし10000mは棄権、マラソンも痛めていた踵の痛みが再発して途中棄権となった。
1928年に日本に帰国、白根村に帰郷。早稲田大学講師への就任要請もあったが断ったといい、これは郷里を含む東北地方の農村の状況を改善しようと志したためという。郷里では地元の青年たちとともに、スポーツ普及や青少年育成のためにヨーロッパのスポーツ施設をモデルとした「オリンピック村」を建設する運動を起こした。1932年、宮城県伊具郡筆甫村（現在の丸森町筆甫）早稲田地内の村有林に「オリンピック村」が開設された。バンガロー、テニスコート、スキー場などを備えていたが、1936年に「戦況の拡大」を背景として4年で閉村するに至った。
1942年には満州国建国10周年記念・日満のスポーツ親善を掲げる「東京・新京間親善マラソン」を実施。満洲に渡った。
第二次世界大戦後はふたたび帰郷。1947年、第23回衆議院議員総選挙で福島1区から無所属で立候補したが落選。1948年、自宅を「白根体育公民館」として地元青少年に開放した。この公民館は、スポーツや文学に関する資料・書籍も並べて巡回文庫としての活動も行い、農閑期には書道や裁縫の講座を開き、農繁期には子供を預かる季節保育所となるなど、地域コミュニティを結びつける役割を担った。このほか三浦は、白根体育クラブの育成、多くのマラソン大会の開催にあたり、白根村教育委員を務めるなど、郷里のスポーツ・教育に関わった。東京オリンピック誘致運動にも参加し、1964年東京オリンピック開会式に招待されている。
1971年4月、80歳で死去。伊達市梁川町白根字高田に墓所がある。

## 記念
- 1980年からは伊達市内にて毎年、三浦の業績を記念した、三浦弥平杯伊達市梁川ロードレース大会が開催されている。
- 三浦の記念碑が2か所（白根地区の居宅跡と、阿武隈急行線梁川駅前）にある[6]。